# Teresita Bramante Vallana
Teresita Bramante Vallana (* 16. Mai 1977 in Locarno) ist eine Sportlerin mit den Staatsbürgerschaften der Schweiz und Italiens. Sie betreibt Leichtathletik (für die Schweiz) und Skeleton (für Italien) und war zeitweise auch als Bobsportlerin aktiv.
Teresita Bramante begann 1991 mit der Leichtathletik. Neben den Strecken über 100 und 200 Meter sind ihre wichtigsten Disziplinen der Weitsprung und der Dreisprung. Bei den Schweizer Juniorenmeisterschaften im Dreisprung wurde sie 1998 Zweite, ein Jahr später Dritte, ebenso im Weitsprung. 2002 wurde sie im Weitsprung Meisterin in Liechtenstein, 2003 Dritte bei den Schweizer Hallenmeisterschaften und Siebte im Dreisprung. Bei den Freiluftmeisterschaften des Jahres wurde sie Vizemeisterin im Weitsprung. Bis 2007 kam sie noch mehrmals unter die besten Zehn, gewann aber keine Medaillen mehr.
Zwischen 2003 und 2006 trat Bramante in den Wintermonaten im Bob an. Meist startete sie im Bob-Europacup, bestes Ergebnis war ein zweiter Rang 2005 in St. Moritz. Ihr einziges Rennen im Bob-Weltcup bestritt sie an selber Stelle ein Jahr später und kam auf den 23. Platz. 2006 wechselte sie zum Skeleton. Hier debütierte sie im November als Zwölftplatzierte in Igls im Skeleton-Europacup. Bei den italienischen Meisterschaften 2007 belegte sie hinter Costanza Zanoletti den zweiten Rang. Kurz darauf nahm sie erstmals bei der Skeleton-Weltmeisterschaft 2007 teil. In Igls wurde sie im Mannschaftswettbewerb eingesetzt und wurde mit dem italienischen Team Siebte. Anschließend gab Bramante in Cesana Pariol als 24.-Platzierte ihr Debüt im Skeleton-Weltcup. Zum Ende der Saison trat sie erstmals bei der Skeleton-Europameisterschaft 2008 in Königssee an und wurde 17. In der ersten Hälfte der anschließenden Saison 2007/08 startete Bramante im Europacup und erreichte als beste Platzierung Rang fünf in Cesana Pariol. Zur zweiten Hälfte der Saison rückte sie in den Weltcup auf und belegte in St. Moritz mit Rang 21 ihr bis dato bestes Weltcupergebnis. 2008 und 2009 war sie erneut Zweite der italienischen Meisterschaften hinter Zanoletti, 2010 belegte sie Rang drei und 2011 wieder den zweiten Platz.